# Poniklá
Poniklá település Csehországban, Semilyi járásban. Poniklá Vysoké nad Jizerou, Víchová nad Jizerou, Roprachtice, Jablonec nad Jizerou és Jestřabí v Krkonoších településekkel határos. Lakosainak száma 1110 fő (2024. január 1.).

## Népesség
A település lakosságának változását az alábbi diagram mutatja:
| Lakosok száma | 2341 | 2421 | 2517 | 1445 | 1327 | 1208 | 1133 | 1112 | 1099 | 1110 |
|               | 1869 | 1890 | 1921 | 1950 | 1980 | 2001 | 2017 | 2019 | 2022 | 2024 |